# Daws Butler
Pour les articles homonymes, voir Butler.
Daws Butler est un acteur et scénariste américain né le 16 novembre 1916 à Toledo, Ohio (États-Unis), et décédé le 18 mai 1988 à Los Angeles (Californie).

## Filmographie

### comme Acteur
- 1943 : Red Hot Riding Hood de Tex Avery : Wolf (howling)
- 1949 : Time for Beany (série télévisée) : Beany / Uncle Captain (voix)
- 1949 : Little Rural Riding Hood de Tex Avery : City Wolf (voix)
- 1950 : The Chump Champ de Tex Avery : Master of Ceremonies (voix)
- 1950 : The Peachy Cobbler (ru) de Tex Avery : Narrator (voix)
- 1951 : Jerry and the Goldfish de William Hanna : Radio Chef François (voix)
- 1951 : Droopy's Double Trouble de Tex Avery : Mr. Theeves
- 1952 : Little Johnny Jet de Tex Avery : Father Jet
- 1952 : Magical Maestro de Tex Avery : Mysto the Magician (voix)
- 1953 : The Three Little Pups de Tex Avery : Big Bad Dog Catcher (voix)
- 1953 : Johnny le petit jet (Little Johnny Jet) : John (voix)
- 1954 : Crazy Mixed Up Pup (de) de Tex Avery
- 1954 : Billy Boy de Tex Avery : Farmer (voix)
- 1954 : The Flea Circus de Tex Avery : Pepito (voix)
- 1954 : Pet Peeve (La Guerre des Trois) de William Hanna et Joseph Barbera : Man (voix)
- 1954 : I'm Cold de Tex Avery : Smedley (voix)
- 1955 : Mouse for Sale de William Hanna et Joseph Barbera : Man (voix)
- 1955 : Sh-h-h-h-h-h de Tex Avery : (voix)
- 1955 : Hot and Cold Penguin d'Alex Lovy : Chilly Willy (voix)
- 1955 : Deputy Droopy de Tex Avery : Sheriff, Tall Robber (voix)
- 1955 : The Tree Medic (en) d'Alex Lovy : Tree Surgeon (voix)
- 1956 : 90 Day Wondering de Chuck Jones : Voice
- 1956 : The Ostrich Egg and I d'Alex Lovy : Sam
- 1956 : Room and Wrath d'Alex Lovy : Smedley (voix)
- 1956 : Daffy super héros (Stupor Duck) de Robert McKimson : Narrator, Newspaper Editor (voices)
- 1956 : Barbary-Coast Bunny de Chuck Jones : Nasty Canasta (voix)
- 1956 : Hold That Rock d'Alex Lovy : Smedley (voix)
- 1956 : Rocket-bye Baby de Chuck Jones : Narrator / Joe Wilbur / Capt. Schmideo, / Lecturer (voix)
- 1956 : Raw! Raw! Rooster! de Robert McKimson : Rhode Island Red (voix)
- 1956 : Tom et Jerry dansent de William Hanna et Joseph Barbera : 2d Radio Announcer (voix)
- 1956 : Un lapin cabot (Wideo Wabbit) de Robert McKimson : Bugs as Groucho, Bugs as Norton
- 1956 : The Honey-Mousers de Robert McKimson : Ralph Crumden / Ned Morton (voix)
- 1956 : Operation Cold Feet d'Alex Lovy : Chilly Willy (voix)
- 1957 : Drafty, Isn't It? de Chuck Jones : (voix)
- 1957 : Magoo Goes Overboard de Pete Burness : Waldo (voix)
- 1957 : Go Fly a Kit de Chuck Jones : Counter Man (voix)
- 1957 : Courir à la fourrière (Give and Tyke) de William Hanna et Joseph Barbera : Spike, 2d Dog, Dogcatcher (voix)
- 1957 : Rêveur invétéré (Boyhood Daze) : Headquarters, President
- 1957 : Cheese It, the Cat! de Robert McKimson : Ned Morton (voix)
- 1957 : The Unbearable Salesman (en) de Paul J. Smith : Young George Washington / George Washington's father / Horace Greeley (voix)
- 1957 : To Catch a Woodpecker (en) d'Alex Lovy : (voix)
- 1957 : Mucho Mouse de William Hanna et Joseph Barbera : Tom (voix)
- 1957 : Le Woody Woodpecker Show (série télévisée) : Chilly Willy / Smedley / Gabby Gator / Windy / Breezy / Sam (voix)
- 1957 : Le Contrat (The Big Snooze) : Chilly Willy (voix)
- 1957 : Tom's Photo Finish de William Hanna et Joseph Barbera : George (voix)
- 1957 : Fowled-Up Party d'Alex Lovy : Sam / Dog / Farmer (voix)
- 1957 : Fodder and Son (en) de Paul J. Smith : Fodder (Windy) / Son (Breezy) (voix)
- 1957 : Swiss-Mis-Fit d'Alex Lovy : Chilly Willy (voix)
- 1957 : Pouf et Riqui (série télévisée) : Reddy (voix)
- 1957 : Magoo's Private War de Rudy Larriva : Waldo (voix)
- 1958 : A Pizza Tweety-Pie de Friz Freleng : Spaghetti Bird (voix)
- 1958 : Watch the Birdie d'Alex Lovy : Birdwatcher / Lovebird (male) / Hummingbird (voix)
- 1958 : Salmon Yeggs de Paul J. Smith : Windy (voix)
- 1958 : Polar Pest d'Alex Lovy : Chilly Willy (voix)
- 1958 : A Waggily Tale de Friz Freleng : Junior (voix)
- 1958 : Le Caneton invisible (The Vanishing Duck) de William Hanna et Joseph Barbera : George (voix)
- 1958 : Everglade Raid (en) de Paul J. Smith : Ali Gator (voix)
- 1958 : Tot Watchers de William Hanna et Joseph Barbera : Voice
- 1958 : A Chilly Reception d'Alex Lovy : Chilly Willy (voix)
- 1958 : Pixie & Dixie (série télévisée) : Dixie / Mr. Jinks (voix)
- 1958 : Tree's a Crowd (en) de Paul J. Smith : Col. Fleabush / Tour guide / Philbert (voix)
- 1958 : Roquet belles oreilles (The Huckleberry Hound Show) (série télévisée) : Huckleberry Hound / Mr. Jinks / Hokey Wolf / Yogi Bear / Dixie / others (voix)
- 1958 : Three-Ring Fling d'Alex Lovy et Paul J. Smith : Windy (voix)
- 1958 : Little Televillain d'Alex Lovy : Chilly Willy (voix)
- 1959 : Truant Student de Paul J. Smith : Windy, Breezy, Truant Officer Willoughby (voix)
- 1959 : The Alphabet Conspiracy (TV) (voix)
- 1959 : Robinson Gruesome d'Alex Lovy : Chilly Willy (voix)
- 1959 : Trick or Tweet de Friz Freleng : Sam (voix)
- 1959 : Yukon Have It d'Alex Lovy : Smedley / Caribou Lou (voix)
- 1959 : Backwoods Bunny : Pappy Buzzard / Elvis Buzzard (voix)
- 1959 : Bee Bopped de Paul J. Smith : Windy / Breezy (voix)
- 1959 : Terror Faces Magoo de Jack Goodford et Chris K. Ishii : Waldo (voix)
- 1959 : Quick Draw McGraw (en) (série télévisée) : Quick Draw McGraw / Baba Looie / Snuffles / Snooper / Blabber / Augie Doggie
- 1959 : Romp in a Swamp (en) de Paul J. Smith : Ali Gator (voix)
- 1959 : Matty's Funday Funnies (en) (série télévisée) : Beany Boy, Captain Huffenpuff, Additional Voices (voix)
- 1959 : Wolf Hounded de Joseph Barbera et William Hanna : Loopy De Loop (voix)
- 1959 : Rocky and His Friends (série télévisée) : Various Fairy Tale Characters (voix)
- 1959 : Les Aventures d'Aladin (1001 Arabian Nights) de Jack Kinney : Omar the Rugmaker (voix)
- 1959 : Little Bo Bopped de William Hanna et Joseph Barbera : Loopy De Loop (voix)
- 1959 : People Are Bunny de Robert McKimson : Art Lamplighter (voix)
- 1960 : Tale of a Wolf de William Hanna et Joseph Barbera : Loopy De Loop (voix)
- 1960 : Bugs ! (Person to Bunny) de Friz Freleng : Elmer Fudd
- 1960 : Life with Loopy de William Hanna et Joseph Barbera : Loopy De Loop (voix)
- 1960 : Creepy Time Pal de William Hanna et Joseph Barbera : Loopy De Loop (voix)
- 1960 : Snoopy Loopy de William Hanna et Joseph Barbera : Loopy De Loop (voix)
- 1960 : The Do-Good Wolf de William Hanna et Joseph Barbera : Loopy De Loop (voix)
- 1960 : Mouse and Garden de Friz Freleng : Sam (voix)
- 1960 : Mice Follies de Robert McKimson : Ned Morton (voix)
- 1960 : Here, Kiddie, Kiddie de William Hanna et Joseph Barbera : Loopy De Loop (voix)
- 1960 : Fish Hooked de Paul J. Smith : Smedley, Narrator, Dog Catcher (voix)
- 1960 : No Biz Like Shoe Biz de William Hanna et Joseph Barbera : Loopy De Loop (voix)
- 1960 : The Dixie Fryer de Robert McKimson : Pappy Buzzard / Elvis Buzzard (voix)
- 1960 : The Bugs Bunny Show (série télévisée) : Various Characters (voix)
- 1961 : Count Down Clown de William Hanna et Joseph Barbera : Loopy De Loop (voix)
- 1961 : The Yogi Bear Show (série télévisée) : Yogi Bear (1958-1961) / Additional Voices
- 1961 : Happy Go Loopy de William Hanna et Joseph Barbera : Loopy De Loop (voix)
- 1961 : Gabby's Diner (en) de Jack Hannah : Seminole Sam (voix)
- 1961 : Two Faced Wolf de William Hanna et Joseph Barbera : Loopy De Loop (voix)
- 1961 : Clash and Carry de Jack Hannah : Chilly Willy (voix)
- 1961 : This Is My Ducky Day de William Hanna et Joseph Barbera : Loopy De Loop (voix)
- 1961 : St. Moritz Blitz de Paul J. Smith : Smedley (voix)
- 1961 : Fee Fie Foes de William Hanna et Joseph Barbera : Loopy De Loop (voix)
- 1961 : Franken-Stymied de Jack Hannah : Mad Scientist (voix)
- 1961 : Zoo Is Company de William Hanna et Joseph Barbera : Loopy De Loop (voix)
- 1961 : Child Sock-Cology de William Hanna et Joseph Barbera : Loopy De Loop (voix)
- 1961 : Tricky Trout de Jack Hannah : Chilly Willy (voix)
- 1961 : Catch Meow de William Hanna et Joseph Barbera : Loopy De Loop (voix)
- 1961 : The Bullwinkle Show (série télévisée) : Aesop Jr. / Additional voices (voix)
- 1961 : Kooky Loopy de William Hanna et Joseph Barbera : Loopy De Loop (voix)
- 1961 : Loopy's Hare-do de William Hanna et Joseph Barbera : Loopy De Loop (voix)
- 1962 : Fish and Chips de Damien O'Donnell : Chilly Willy (voix)
- 1962 : Bungle Uncle de William Hanna et Joseph Barbera : Loopy De Loop (voix)
- 1962 : Beef for and After de William Hanna et Joseph Barbera : Loopy De Loop (voix)
- 1962 : Swash Buckled de William Hanna et Joseph Barbera : Loopy De Loop (voix)
- 1962 : Common Scents de William Hanna et Joseph Barbera : Loopy De Loop (voix)
- 1962 : Bearly Able de William Hanna et Joseph Barbera : Loopy De Loop (voix)
- 1962 : Wally Gator (série télévisée) : Wally Gator (voix)
- 1962 : The New Hanna-Barbera Cartoon Series (en) (série télévisée) : Wally Gator / Lippy the Lion
- 1962 : Slippery Slippers de William Hanna et Joseph Barbera : Loopy De Loop (voix)
- 1962 : Chicken Fraca-See de William Hanna et Joseph Barbera : Loopy De Loop (voix)
- 1962 : Rancid Ransom de William Hanna et Joseph Barbera : Loopy De Loop (voix)
- 1962 : Bunnies Abundant de William Hanna et Joseph Barbera : Loopy De Loop (voix)
- 1963 : Just a Wolf at Heart de William Hanna et Joseph Barbera : Loopy De Loop (voix)
- 1963 : Chicken Hearted Wolf de William Hanna et Joseph Barbera : Loopy De Loop (voix)
- 1963 : Whatcha Watchin' de William Hanna et Joseph Barbera : Loopy De Loop (voix)
- 1963 : A Fallible Fable de William Hanna et Joseph Barbera : Loopy De Loop (voix)
- 1963 : Salmon Loafer de Sid Marcus : Chilly Willy (voix)
- 1963 : Sheep Stealers Anonymous de William Hanna et Joseph Barbera : Loopy De Loop (voix)
- 1963 : Coy Decoy de Sid Marcus : (voix)
- 1963 : Wolf in Sheep Dog's Clothing de William Hanna et Joseph Barbera : Loopy De Loop (voix)
- 1963 : Not in Nottingham de William Hanna et Joseph Barbera : Loopy De Loop (voix)
- 1963 : Drum-Sticked de William Hanna et Joseph Barbera : Loopy De Loop (voix)
- 1963 : Bear Up! de William Hanna et Joseph Barbera : Loopy De Loop (voix)
- 1963 : Crook Who Cried Wolf de William Hanna et Joseph Barbera : Loopy De Loop (voix)
- 1963 : Habit Rabbit de William Hanna et Joseph Barbera : Loopy De Loop (voix)
- 1964 : Ski-napper de Sid Marcus : Chilly Willy (voix)
- 1964 : Raggedy Rugde William Hanna et Joseph Barbera : Loopy De Loop (voix)
- 1964 : Elephantastic de William Hanna et Joseph Barbera : Loopy De Loop (voix)
- 1964 : Deep Freeze Squeeze de Sid Marcus : Chilly Willy (voix)
- 1964 : Bear Hugde William Hanna et Joseph Barbera : Loopy De Loop (voix)
- 1964 : C'est Yogi l'ours (Hey There, It's Yogi Bear) de William Hanna et Joseph Barbera : Yogi Bear (voix)
- 1964 : Mary Poppins de Robert Stevenson : Turtle / Penguin (voix)
- 1964 : The Peter Potamus Show (série télévisée) de William Hanna et Joseph Barbera : Peter Potamus / Yahooey (1964-1966) (voix)
- 1964 : Trouble Bruin de William Hanna et Joseph Barbera : Loopy De Loop (voix)
- 1964 : Les Aventures célèbres de Monsieur Magoo (The Famous Adventures of Mr. Magoo) (série télévisée) (voix)
- 1964 : Bear Knuckles de William Hanna et Joseph Barbera : Loopy De Loop (voix)
- 1964 : Habit Troubles de William Hanna et Joseph Barbera : Loopy De Loop (voix)
- 1965 : Three Little Woodpeckers de Sid Marcus : Wolf / Narrator (voix)
- 1965 : Horse Shoo de William Hanna et Joseph Barbera : Loopy De Loop (voix)
- 1965 : Fractured Friendship de Sid Marcus : Chilly Willy (voix)
- 1965 : Pork Chop Phooey de William Hanna et Joseph Barbera : Loopy De Loop (voix)
- 1965 : Half Baked Alaska de Sid Marcus : Chilly Willy (voix)
- 1965 : Crow's Fete de William Hanna et Joseph Barbera : Loopy De Loop (voix)
- 1965 : Pesty Guest : Chilly Willy (voix)
- 1965 : Big Mouse Take : Loopy De Loop (voix)
- 1965 : Tom et Jerry (Tom and Jerry) (série télévisée) : Various Characters (1965-1972) (voix)
- 1966 : Operation Shanghai : Chilly Willy (voix)
- 1966 : Polar Fright : Chilly Willy (voix)
- 1966 : Snow Place Like Home : Chilly Willy (voix)
- 1966 : Alice in Wonderland or What's a Nice Kid Like You Doing in a Place Like This? (TV) : The King of Hearts / The March Hare
- 1966 : South Pole Pals : Chilly Willy (voix)
- 1966 : Teeny Weeny Meany : Chilly Willy (voix)
- 1966 : The Super 6 (série télévisée) : Brother Matzoriley #2 (voix)
- 1966 : The Space Kidettes (série télévisée) : Captain Skyhook / Static (voix)
- 1967 : Vicious Viking : Chilly Willy (voix)
- 1967 : The Nautical Nut (voix)
- 1967 : Hot Time on Ice : Chilly Willy (voix)
- 1967 : Horse Play (voix)
- 1967 : Secret Agent Woody Woodpecker (voix)
- 1967 : Chilly and the Woodchopper : Chilly Willy (voix)
- 1967 : Chilly Chums : Chilly Willy (voix)
- 1967 : Off to See the Wizard (série télévisée) : The Scarecrow (voix)
- 1967 : Georges de la jungle (série télévisée) : Additional Voices (voix)
- 1967 : Merlin the Magic Mouse (voix)
- 1967 : Chiller Dillers : Chilly Willy (voix)
- 1968 : Under Sea Dogs : Chilly Willy (voix)
- 1968 : Les Fous du volant ("Wacky Races") (série télévisée) : Rock Slag / Red Max / Peter Perfect / Rufus Roughcut / Sgt. Blast / Big Gruesome (voix)
- 1968 : Highway Hecklers : Chilly Willy (voix)
- 1968 : Banana Split (série télévisée) : Bingo (voix)
- 1968 : The Bugs Bunny/Road Runner Hour (série télévisée) : Various Characters (voix)
- 1969 : Loopy De Loop (série télévisée) : Loopy de Loop (voix)
- 1969 : Project Reject : Chilly Willy (voix)
- 1969 : Chilly and the Looney Gooney : Chilly Willy (voix)
- 1969 : The Cattanooga Cats (série télévisée) : Lambsy Divey (voix)
- 1969 : Sleepy Time Bear : Chilly Willy (voix)
- 1970 : A Gooney Is Born : Chilly Willy (voix)
- 1970 : Gooney's Goofy Landings : Chilly Willy (voix)
- 1970 : Chilly's Ice Folly : Chilly Willy (voix)
- 1970 : Coo Coo Nuts (voix)
- 1970 : Les Harlem Globetrotters (The Harlem Globetrotters) (série télévisée) (voix)
- 1970 : Josie and the Pussycats (série télévisée) : Additional Voices (voix)
- 1970 : Chilly's Cold War : Chilly Willy (voix)
- 1970 : The Phantom Tollbooth : Whether Man (voix)
- 1971 : Chilly's Hide-a-Way : Chilly Willy (voix)
- 1971 : Lippy the Lion (série télévisée) : Lippy the Lion (voix)
- 1971 : Airlift a la Carte : Chilly Willy (voix)
- 1971 : The Cat in the Hat (TV) : Mr. Krinklebein the Fish (voix)
- 1971 : Funky Phantom (série télévisée) : Jonathan 'Mudsy' Muddlemore (voix)
- 1972 : The Rude Intruder : Chilly Willy (voix)
- 1972 : The Houndcats (série télévisée) : Stutz (voix)
- 1972 : Les Grandes Rencontres de Scooby-Doo (The New Scooby-Doo Movies) (série télévisée) : (1972)
- 1973 : Yogi's Gang (série télévisée) : Yogi Bear / Quick Draw McGraw / Huckleberry Hound / Snagglepuss / Augie Dogie / Wally Gator / Peter Potamus (voix)
- 1973 : Bailey's Comets (série télévisée) : Dooter Roo (voix)
- 1973 : B.C.: The First Thanksgiving (TV) : B.C. / Cumsy Carp
- 1974 : The Dogfather : Pug / Louie (voix)
- 1974 : Heist and Seek (voix)
- 1974 : The Goose That Laid a Golden Egg (voix)
- 1974 : The Big House Ain't a Home (voix)
- 1974 : Bows and Errors : Louie (voix)
- 1975 : Saltwater Tuffy : Louie / Lucky McGraw (voix)
- 1975 : From Nags to Riches (voix)
- 1975 : Goldilox & the Three Hoods : Louie (voix)
- 1976 : Aesop & Son (série télévisée) : Additional Voices (voix)
- 1976 : The Scooby-Doo/Dynomutt Hour (série télévisée) : Scooby Dum (voix)
- 1976 : The Sylvester & Tweety Show (série télévisée) : Various characters (voix)
- 1977 : Barnaby and Me (TV) (voix)
- 1977 : Scooby's All-Star Laff-A Lympics (série télévisée) : Augie Doggie, Dirty Dalton, Dixie, Huckleberry Hound, Mr. Jinks, Quick Draw McGraw, Scooby-Dum, Snagglepuss, Wally Gator, Yogi Bear (voix)
- 1977 : Fred Flintstone and Friends (série télévisée) (voix)
- 1977 : The C.B. Bears (série télévisée) : Hustle / Stick / Duke (voix)
- 1978 : Yogi's Space Race (en) (série télévisée) : Yogi Bear (voix)
- 1978 : The Hanna-Barbera Happy Hour (série télévisée) (voix)
- 1978 : The All-New Popeye Hour (série télévisée) : Wimpy (voix)
- 1978 : The Galaxy Goof-Ups (série télévisée) : Yogi Bear, Huckleberry Hound
- 1979 : The Flintstones Meet Rockula and Frankenstone (TV) (voix)
- 1979 : Raggedy Ann & Andy: The Pumpkin Who Couldn't Smile (TV) : Raggedy Andy
- 1980 : Yogi's First Christmas : Yogi Bear / Snagglepuss / Huckleberry Hound / Auggie Doggie /  (voix)
- 1985 : The Jetsons Christmas Carol (TV) : Elroy Jetson (voix)
- 1986 : Le Bugs Bunny Show (The Bugs Bunny and Tweety Show) (série télévisée) : Various Characters (voix)
- 1987 : Yogi Bear and the Magical Flight of the Spruce Goose : Yogi Bear / Quick Draw McGraw / Snagglepuss / Huckleberry Hound / Augie Doggie (voix)
- 1987 : Quand les Jetson rencontrent les Pierrafeu (The Jetsons Meet the Flintstones) (TV) : Elroy Jetson / Cogswell / Henry Orbit (voix)
- 1987 : Yogi's Great Escape : Yogi Bear (voix)
- 1988 : Yogi and the Invasion of the Space Bears : Yogi Bear (voix)
- 1988 : Animal Follies (vidéo) : Yahooey, Reddy, Augie Doggie and Snagglepuss (voix)
- 1988 : The Good, the Bad, and Huckleberry Hound : Huckleberry Hound / Yogi Bear / Quick Draw McGraw / Snagglepuss / Baba Luey (voix)
- 1988 : Rockin' with Judy Jetson (TV) : Elroy Jetson (voix)
- 1989 : Dink le petit dinosaure (Dink, the Little Dinosaur) (série télévisée) : Tiny (voix)
- 1990 : Merrie Melodies: Starring Bugs Bunny and Friends (série télévisée) : Various Characters (voix)